# Championnat de Suisse féminin de football 2007-2008
Navigation
Édition précédente Édition suivante
Le Championnat de Suisse de football féminin 2007-2008 est la 38e édition de la Ligue nationale A (LNA), opposant les huit meilleurs clubs de football féminin en Suisse.
Les huit équipes se rencontrent trois fois.
Le tenant du titre est le FFC Zuchwil 05. Le FFC Zurich Seebach termine à la première place et remporte son 13e titre de champion, à partir de la prochaine saison le club se renomme FC Zurich Frauen.

## Clubs participants
- FFC Zurich Seebach
- SC Kriens
- FC Yverdon Féminin
- FFC Zuchwil 05
- FFC Berne
- SC LUwin.ch
- Grasshopper Club Zurich/Schwerzenbach
- Rot-Schwarz Thoune

| \| SC LUwin.ch GC/Schwerzenbach FC Yverdon Zurich Seebach FC Kriens FFC Berne {{Point/\\|Rot-Schwarz Thoune \\|1=53.610418604651 \\|2=36.938530612245 \\|4=Ville\\|5=5}} FFC Zuchwil 05 \| Localisation des clubs engagés dans le championnat. |
| SC LUwin.ch GC/Schwerzenbach FC Yverdon Zurich Seebach FC Kriens FFC Berne {{Point/\|Rot-Schwarz Thoune \|1=53.610418604651 \|2=36.938530612245 \|4=Ville\|5=5}} FFC Zuchwil 05                                                                |

## Classement
| Rang | Équipe                | Pts | J  | G  | N | P  | Bp | Bc | Diff |
| ---- | --------------------- | --- | -- | -- | - | -- | -- | -- | ---- |
| 1    | FFC Zurich Seebach    | 45  | 21 | 14 | 3 | 4  | 42 | 32 | +10  |
| 2    | FFC Zuchwil 05 T      | 36  | 21 | 10 | 6 | 5  | 45 | 29 | +16  |
| 3    | FFC Berne             | 36  | 21 | 11 | 3 | 7  | 38 | 34 | +4   |
| 4    | FC Yverdon            | 33  | 21 | 10 | 3 | 8  | 44 | 30 | +14  |
| 5    | GC/Schwerzenbach      | 30  | 21 | 9  | 3 | 9  | 39 | 32 | +7   |
| 6    | SK Root P             | 28  | 21 | 8  | 4 | 9  | 46 | 50 | -4   |
| 7    | SC LUwin.ch           | 14  | 21 | 3  | 5 | 13 | 28 | 50 | -22  |
| 8    | FC Rot-Schwarz Thoune | 14  | 21 | 3  | 5 | 13 | 37 | 62 | -25  |

Légende
- Qualifié pour la  Coupe féminine de l'UEFA 2008-2009
- Barrage de relégation

Abréviations
T : Tenant du titre

P : Promu

## Barrage de relégation
Le FC Rot-Schwarz Thoune perd contre le 3e de LNB, le FC Schlieren, 5 à 2 sur l'ensemble des deux matchs et devait être relégué, mais le champion de deuxième division Ruggell-Liechtenstein déclare forfait, de ce fait Rot-Schwarz Thoune est repêché pour la prochaine saison. Le championnat passe la prochaine saison à 10 équipes.